# ایزرنهاگن
ایزرنهاگن (به آلمانی: Isernhagen) یک منطقهٔ مسکونی در آلمان است که در هانوفر رگیون واقع شده‌است. ایزرنهاگن ۲۲٬۹۳۷ نفر جمعیت دارد.

## خواهرخوانده
شهرهای Tamási، پیسهیون، Épinay-sous-Sénart و Suchy Las خواهرخوانده‌های ایزرنهاگن هستند.